# Salsa Duchambais
La salsa Duchambais (se desconoce con certeza el origen de su nombre, pero la receta más antigua se remonta a un cura del Antiguo Régimen) es una especialidad borbonesa. Es una salsa cremosa a base de vinagre, echalotes y nata fresca.

## Receta
Se fríe tocino con echalote picada. Si se dispone de restos de carne, de color marrón se agregan machacados. Se agrega a la preparación un poco de harina, perejil, perifollo, tomillo y laurel, y se pone al fuego lento. Cuando esta mezcla está a punto, se humedece con un vasito de vinagre y un litro de caldo. Luego se deja reposar por una hora y media. Se cuela la salsa, se añade un vaso de nata y se deja hervir para reducirla y obtener una salsa cremosa.

## Uso
Esta salsa se utiliza para acompañar todo tipo de carnes asadas: vaca, ternera, cerdo, conejo, liebre, pato y venado.
La receta asociada más conocida es el "pato a la Duchambais".